# Hans Eder
Hans Eder (n. 19 aprilie 1883, Brașov, Imperiul Austro-Ungar – d. 5 noiembrie 1955, Brașov, România) a fost un pictor sas din România.

## Biografie artistică
Pregătirea sa artistică a început la Brașov, în atelierul pictorilor Friedrich Mieß, Arthur Coulin, Fritz Miklos și Ernst Kühlbrandt.
Între anii 1903 și 1908, Eder a studiat la München, la Școala de pictură a lui Hugo von Habermann. A continuat la Paris în Școala-atelier „La Palette" a lui Lucien Simon.
Apoi, în perioada 1910-1911, a studiat la Bruges, în Belgia. Pictura sa din această perioadă a evoluat în cadrele realismului și postimpresionismului. 
Între 1914 și 1916 a luptat pe front în Primul Război Mondial.
A plecat apoi la Viena, unde, împreună cu Felix Horta, a înființat o „Școală de artă". De aici a plecat în 1920 la Salzburg, unde a activat ca profesor de desen.
În 1924 a revenit la Brașov, unde a rămas, cu excepția câtorva ani, până la sfârșitul vieții. În perioada interbelică a expus frecvent la Brașov, Sibiu și București, participând regulat la Salonul Oficial. Treptat s-a îndepărtat de expresionism, lucrările sale având un caracter mai moderat și formal. 
În ultima perioadă de creație, prin impunerea paradigmei realismului-socialist, lucrările sale s-au caracterizat printr-o accentuată reapropiere de realism.
Lucrările sale se găsesc în multe muzee din țară (Muzeul de Artă din Brașov, Muzeul de Artă din București, Muzeul de Artă din Cluj, Muzeul de Artă din Bruxelles)   și în alte locuri publice. Pe peretele frontal al navei laterale de nord al Bisericii Negre din Brașov se află o pictură în ulei pe pânză a lui Hans Eder, reprezentând Nunta din Cana, tablou pictat în 1932. 

### Dicționare și lucrări de sinteză
- Gabriel Badea-Păun: Pictori români în Franța, 1834-1839. Noi Media Print: București, 2012, pag. 108. ISBN 078-606-572-014-5
- Mircea Deac - 250 pictori români uitați 1890-1945, București, Editura Medo, 2003.
- Vasile Drăguț, Vasile Florea, Dan Grigorescu, Marin Mihalache - Pictura românească în imagini, București, Editura Meridiane, 1976.
- Vasile Florea - Arta româneasca modernă și contemporană, București, Editura Meridiane, 1982, vol.II.
- Dan Grigorescu - Expresionismul, București, Editura Meridiane, 1969.
- Dan Grigorescu - Istoria unei generații pierdute: expresioniștii, București, Editura Eminescu, 1980.
- Mihai Nadin - Pictori din Brașov, București, Editura Meridiane, 1975.
- Amelia Pavel - Expresionismul și premisele sale, București, Editura Meridiane, 1978.
- Amelia Pavel - Pictura românească interbelică, București, Editura Meridiane, 1996.
- Constantin Prut - Dicționar de artă modernă și contemporană, Editura Univers Enciclopedic, București, 2002.
- Thieme-Becker - Lexicon Internațional al artei, vol.x, 1914.
- Ovidiu Morar - Avangardismul românesc, Editura Fundația culturală ideea Europeană, București, 2005.
- Walter Myss - Lexikon der Siebenbürger Sachsen: Geschichte, Kultur, Wissenschaft, Wirtschaft, Webensraum Siebenbürgen (Transylvanien), Innsbruck, 1993.
- Doina Udrescu - Arta germană din Transilvania în colecțiile Muzeului Brukenthal din Sibiu (1800-1950), vol. I: Pictură, sculptură, Sibiu, 2003

### Monografii, cataloage de expoziție, studii
- Lucian Blaga - Eder, în volumul Scrieri despre artă, București, Editura Meridiane, 1970, pp. 73-75.
- Veronica Boodea Tatulea (coord.) - Muzeul de Artă Brașov. Colecția de grafică, Brașov, 2003
- Gudrun-Liane Ittu - Artiști sași în expozițiile bucureștene din perioada interbelică, în Confluențe. Repere europene în arta transilvăneană (catalog de expoziție), Sibiu, 2007, pp. 119-126.
- Titus N. Hașdeu, Alexandru Lungu (coord.) - Muzeul de Artă Brașov. Galeria Națională, Brașov, 2001.
- Erwin Kessler - Retro-garda, în Culorile avangardei. Arta în România 1910-1950 (catalog de Expoziție), București, 2007, pp. 5-61.1
- Negoiță Lăptoiu - Finalitatea umanistă a unor confesiuni patetice: Hans Eder, în vol. Incursiuni în plastica transilvană, Cluj-Napoca, Editura Dacia, 1981, pp.106-118.
- Iulia Mesea - Transylvanian Painters in European Art Centres, în Pictori din Transilvania în centre artistice europene (catalog de expoziție), Sibiu, 2007, pp. 7-36.
- Iulia Mesea - Thinking About Modernity in Southern Transylvania, în Confluențe. Repere europene în arta transilvăneană (catalog de expoziție), Sibiu, 2007, pp. 89-100.
- Mihai Nadin - Hans Eder, București, Editura Meridiane, 1973,  ediție în limba română și în limba germană.
- Amelia Pavel - L`espace Transylvain et l`art moderne, în vol. Simboluri, surse, Idolatrii în arta modernă, București, Editurile Atlas și Du Style, 1998, pp. 127-138.
- Elena Popescu - Artiști români, maghiari, germani din Transilvania în colecții particulare, în Pictori din Transilvania în centre artistice europene (catalog de expoziție), Sibiu, 2007, pp. 37-44.
- Anca Popp - Hans Eder, 100 de ani de la naștere (catalog de expoziție), Muzeul Județean Brașov – Secția de Artă, 1983
- Horst Schuller- Zum Aufbauen verpflichtet. Eder-Ausstellung im Kunstmuseum. In: Brigitte Stephani (ed.): Sie prägten unsere Kunst. Studien und Aufsätze. Cluj-Napoca, Editura Dacia, 1985, p. 211-213.
- Dinu Vasiu - Hans Eder, expoziție retrospectivă (catalog de expoziție), Muzeul Județean Brașov – Secția de Artă, 1972.
- Dinu Vasiu - Hans Eder, în Octav Băncilă – Hans Eder (catalog de expoziție), Zentrum für Zunstaustellung der DDR, Berlin, 1974.

### Periodice
- Claus Stephani: Täglich einmal ins Palais du Louvre. Rumänische Künstler in Frankreich / Zu einem Buch von Gabriel Badea-Păun. În: Allgemeine Deutsche Zeitung für Rumänien (București), 30. 12. 2015 , pag. 11]
- Gudrun-Liane Ittu - Moderne und Avantgarde in der bildenden Kunst der Siebenbürger Sachsen, în Transylvanian Review, 2000, 9, nr. 2, pp.160-169.
- Gudrun-Liane Ittu - Hans Eder (1883-1955), în Transylvanian Review, 2002, 11, nr. 2, pp. 119-129.
- Negoiță Lăptoiu - Expressionist Tendencies in Transylvanian Art in the Inter-War Period, în Transylvanian Review, 1997, 6, nr. 2, pp.39-63.
- Negoiță Lăptoiu - L’art de l’espace intracarpatique après le parachèvement de l’unité nationale, în Transylvanian Review, 1998, 7, nr. 4, pp.120-129.
- Iulia Mesea - Tradiție și modernitate în arta transilvăneană de la sfârșitul secolului al XIX-lea și începutul secolului al XX-lea, în Studia Universitatis Babeș-Bolyai, Historia, anul XLVII, Cluj-Napoca, 2002, pp. 37-56
- Brigitte Stephani - Hans Eder: 100 Jahre seit seinem Geburtstag. In: Tribuna României. Die deutsche Seite. (București), an. XII, nr. 245, 1.6.1983, p. 12.
- Rohtraut Wittstock - Blick in die Werkstatt. In einem Skizzenheft von Hans Eder geblättert, în Deutsches Jarbuch für Rumänien, București, 2005, pp. 106-109.
- Rohtraut Wittstock - Hans Eder zum 125. Geburstag, în Deutsches Jarbuch für Rumänien, București, 2008, p. 103
- Rohtraut Wittstock-Reich - Zeugnisse einer starken Künstlerpersönlichkeit. Vor 100 Jahren wurde der Maler Hans Eder geboren. In: Brigitte Stephani (ed.): Sie prägten unsere Kunst. Studien und Aufsätze. Cluj-Napoca, Ed. Dacia, 1985, p. 208-210.

### Reproduceri
- Die Karpathen, Brașov, II, nr. 15, 1 mai 1909.
- Die Karpathen, Brașov, IV, nr. 19, 2 iulie 1911.
- Die Karpathen, Brașov, IV, nr. 21, 2 august 1911.
- Die Karpathen, Brașov, V, nr. 10, 2 februarie 1912.
- Die Karpathen, Brașov, V, nr. 11, 2 martie 1912.
- Die Karpathen, Brașov, VI, nr. 20, 2 iulie 1913.
- Die Karpathen, Brașov, VII, nr. 9, 2 ianuarie 1914.
- Die Karpathen, Brașov, VII, nr. 10, 2 februarie 1914.
- Das Ziel, Brașov, nr. 3, 1919.
- Das Ziel, Brașov, nr. 4, 1919.
- Ostland, Sibiu, I, nr. 2, iulie 1919
- Ostland, Sibiu, II, nr. 8, mai 1920.
- Gândirea, București, nr. 8, august 1923.
- Gândirea, București, nr. 9, septembrie 1923.
- Gândirea, București, nr. 10, octombrie 1923.
- Klingsor, Brașov, II, nr. 5, mai 1925.
- Klingsor, Brașov, III, nr. 2, februarie 1926.
- Klingsor, Brașov, IV, nr. 11, noiembrie 1927.
- Klingsor, Brașov, V, nr. 1, ianuarie 1928.
- Klingsor, Brașov, V, nr. 5, mai 1928.
- Klingsor, Brașov, VI, nr. 10, octombrie 1929.
- Klingsor, Brașov, VII, nr. 11, noiembrie 1930.
- Klingsor, Brașov, VIII, nr. 12, decembrie 1931.
- Klingsor, Brașov, IX, nr. 3, martie 1932.
- Klingsor, Brașov, XI, nr. 3, martie 1933.
- Klingsor, Brașov, XI, nr. 5, mai 1935.
- Klingsor, Brașov, XII, nr. 10, octombrie 1935.
- Klingsor, Brașov, XIII, nr. 11, noiembrie 1936.
- Klingsor, Brașov, XV, nr. 10, octombrie 1938[3]